# El Vergelito
El Vergelito es una localidad del estado mexicano de Durango. Es parte del municipio de Gómez Palacio.

## Demografía
| Gráfica de evolución demográfica |
|                                  |

| Censo | Población |
| ----- | --------- |
| 1940  | 152       |
| 1950  | 89        |
| 1960  | 199       |
| 1970  | 298       |
| 1980  | 572       |
| 1990  | 491       |
| 2000  | 734       |
| 2010  | 993       |
| 2020  | 1 050     |